# Tren de la Llibertat de Leica

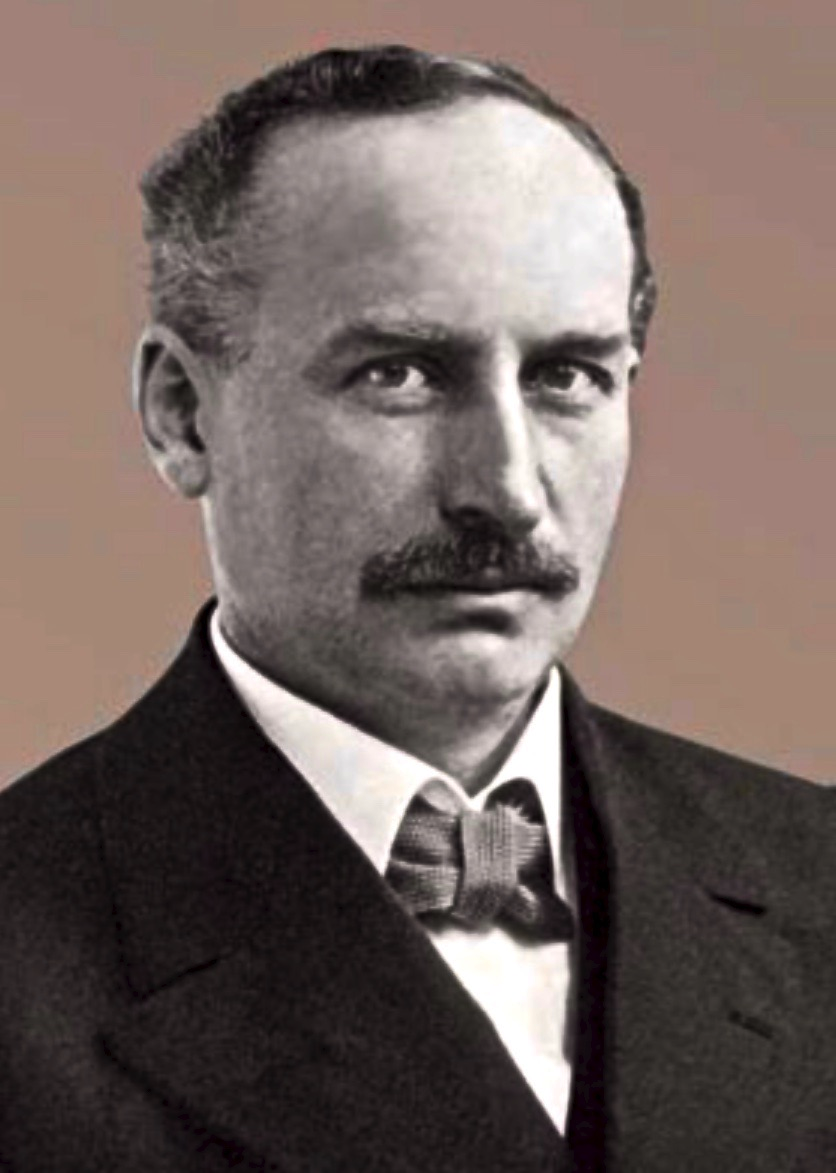
Ernst Leitz II (1871–1956), empresari i director de la companyia Leica

El Tren de la Llibertat de Leica (Leica Freedom Train) va ser un intent per rescatar centenars de jueus traslladats fora del Tercer Reich durant l'Holocaust, gràcies a Ernst Leitz II, cap de l'empresa Leica Camera i la seva filla Elsie Kuehn-Leitz.

## Context
L'empresa d'òptica d'Ernst Leitz, fundada a Wetzlar el 1869, tenia una tradició de comportament il·lustrat cap als seus treballadors. Les pensions, les baixes, l'assegurança mèdica, es van iniciar amb Leitz, que depenia de la força de treball de generacions de treballadors qualificats, molts dels quals eren jueus. Tan aviat com Adolf Hitler va ser nomenat canceller d'Alemanya el 1933, Ernst Leitz II, fill del fundador i cap de la companyia entre 1920 i 1956, va començar a rebre trucades frenètiques de socis jueus, demanant ajuda per aconseguir-los treure a ells i a les seves famílies fora del país. Com a cristians, Leitz i la seva família eren immunes a les lleis de Nuremberg de l'Alemanya nazi, que restringien el moviment dels jueus i limitaven les seves activitats professionals.

## Missió de rescat
Per ajudar els seus treballadors i col·legues jueus, Leitz va establir el que més endavant seria conegut pels historiadors de l'Holocaus com el "Tren de la Llibertat de Leica", que els permetia sortir d'Alemanya com a empleats de Leitz amb feines assignades a l'estranger. Els empleats, els minoristes, els membres de la família, fins i tot els amics de familiars van ser "assignats" a les oficines de venda de Leitz a França, Gran Bretanya, Hong Kong i Estats Units. Les activitats de Leitz es van intensificar després del Nadal de novembre de 1938, durant el qual es van cremar sinagogues i botigues jueves a tot Alemanya.
Els "empleats" alemanys que van desembarcar del transatlàntic de Bremen en un moll de Nova York, van anar a l'oficina de Leitz a Manhattan, on se'ls va ajudar a trobar feina. Cada nouvingut rebia una càmera Leica. Als refugiats se'ls van pagar uns estipendis fins que trobaven feina. D'aquesta migració van sorgir dissenyadors, tècnics de reparació, venedors i escriptors per a la premsa fotogràfica. El "Tren de la Llibertat de Leica" va arribar al seu punt culminant el 1938 i principis de 1939, lliurant grups de refugiats a Nova York cada poques setmanes fins a la invasió de Polònia l'1 de setembre de 1939, quan Alemanya va tancar les seves fronteres.
Leitz era una marca reconeguda internacionalment que reflectia el crèdit en el recentment ressorgiment del Reich. La companyia va produir telèmetres d'alta gamma i altres sistemes òptics per als militars alemanys. A més, el govern nazi necessitava urgentment moneda estrangera de l'estranger, i el principal mercat de productes òptics de Leitz era als Estats Units. Tot i així, els membres de la família Leitz van patir per les seves bones obres. Un alt executiu, Alfred Turk, va ser empresonat per haver treballat per ajudar els jueus i alliberat només després del pagament d'un gran suborn.
La filla de Leitz, Elsie Kuhn-Leitz, va ser empresonada per la Gestapo després de ser capturada a la frontera, ajudant les dones jueves a creuar a Suïssa. Finalment va ser alliberada, però va suportar un tractament dur en el moment de l'interrogatori. També va ser sospitosa quan va intentar millorar les condicions de vida de 700 a 800 treballadors d'esclaus ucraïnesos, tots ells dones, que havien estat assignades a treballar a la planta durant els anys quaranta.

## Premis i commemoració
Després de la guerra, Elsie Kuhn-Leitz va rebre nombrosos honors pels seus esforços humanitaris, entre ells l'Office d'Honneur des Palmes Académiques de França el 1965 i la Medalla Aristide Briand de l'Acadèmia Europea en la dècada de 1970 i el Premi Courage to Care de la Lliga Antidifamació. Segons Norman Lipton, escriptor i editor independent, la família Leitz no volia publicitat pels seus esforços heroics. Només després que el darrer membre de la família Leitz hagués mort, el "Leica Freedom Train" es va donar a conèixer. És el tema d'un llibre, The Greatest Invention of the Leitz Family: The Leica Freedom Train (American Photographic Historical Society, New York, 2002) de Frank Dabba Smith, un rabí nascut a Califòrnia que actualment viu a Anglaterra. El 2007, Ernst Leitz II va ser guardonat a títol pòstum del Courage To Care Award de la Lliga Antidifamation.